# Wiltshire
Wiltshire är ett ceremoniellt grevskap i sydvästra England (öster om Bristol), med en yta av 3 485 km2 och en befolkning som uppgår till cirka 642 000 invånare (2007).
Grevskapet är till ungefär en fjärdedel beläget på Salisbury Plain, en kalkplatå som har en relativt låg befolkningstäthet och som i stor utsträckning är gräsbevuxen. Inom Salisbury Plain finns ett antal fornlämningar, av vilka Stonehenge är den mest kända. Där finns också Avebury Stone Circles i orten Avebury.
Skådespelaren John Rhys-Davies och Supertramp-medlemmen Rick Davies kommer från Wiltshire.
Administrativt är Wiltshire sedan 2009 uppdelat i två enhetskommuner (unitary authorities): Wiltshire och Swindon.

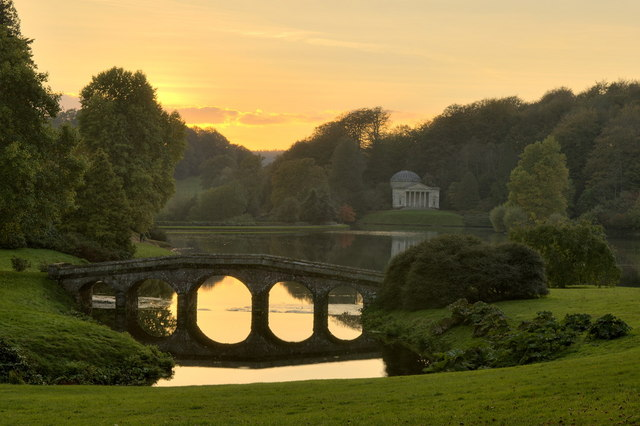
Stourhead i södra Wiltshire, formgivet av Capability Brown, är ett paradexempel på den engelska trädgårdskonstens genombrott under 1700-talet.

## Städer
- Swindon – 180 000 invånare
- Salisbury – 115 000
- Chippenham – 40 000
- Warminster – 20 000